# Heinzotto Werner
Heinzotto Werner (* 2. Juni 1927; † 14. Juli 2019) war ein deutscher Turner.

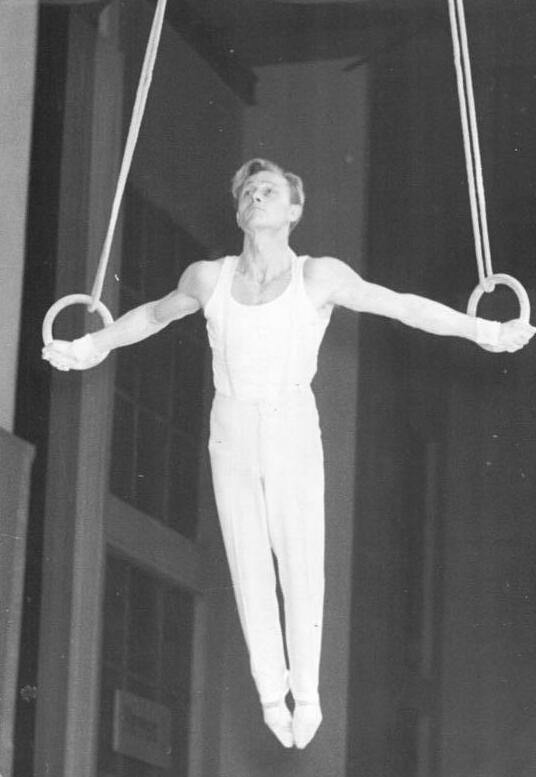
Heinzotto Werner (1956)

## Leben
Der aus Hohenleipisch stammende Werner wurde während des Zweiten Weltkrieges im Alter von 15 Jahren als Luftwaffenhelfer eingezogen und meldete sich anschließend freiwillig zur Marine. Er desertierte drei Wochen vor dem Ende des Krieges, arbeitete als Übersetzer für die US-amerikanische Militärpolizei und kehrte 1946 in die Lausitz zurück und bestand sein Abitur. Werner betrieb Turnsport und wurde 1947 von einem sowjetischen Militärgericht aufgrund der regelmäßigen Trainingstreffen mit Freunden wegen „versuchter Bandenbildung“ zu zehn Jahren Lagerarbeit verurteilt. Er wurde im Lager Sachsenhausen  interniert, wo er aufgrund seiner turnerischen Fähigkeiten Teil der Theater- und Artistengruppe wurde, was ihm unter anderem eine bessere Verpflegung sicherte. Nach seiner Entlassung aus der Lagerhaft verwarf er Überlegungen, sich in West-Berlin niederzulassen, sondern kehrte in seine Heimat zurück.
Er war Schützling von Trainer Rudi Schuhmacher und wurde 1954 in Plauen DDR-Meister im Mehrkampf. In den Jahren 1953–1954 gewann er an Pferd, Barren und Reck insgesamt vier nationale Gerätetitel. Werner turnte für Lokomotive Leipzig, danach für die HSG Wissenschaft Leipzig, den Leipziger Armeesportklub sowie den SC DHfK Leipzig. Auf internationaler Ebene wurde er mit der Riege der Deutschen Demokratischen Republik Dritter der Turn-Weltfestspielen und Dritter am Reck.
Als Trainer betreute Werner, der in Turnerkreisen den Spitznamen „Meester“ erhielt, später Athleten wie Siegfried Fülle, Erwin Koppe, Karlheinz Friedrich, Klaus Zschunke und Kurt Friedrich.